# Q5 (groupe)
Q5, ou Q Five, est un groupe américain de hard rock, originaire de Seattle, Washington. Formé en 1983, le groupe prend le nom de Nightshade en 1987, puis se reforme en 2014.

## Histoire
Q5 est formé en 1983 et fonctionne comme supergroupe en mélangeant les membres de deux groupes populaires de Seattle à l'époque. Le leader Jonathan K et le guitariste Floyd D. Rose de « C.O.R.E. » (ou « The C.O.R.E. ») se joignent au guitariste Floyd D. Rose. (ou « The C.O.R.E. ») se joignent au guitariste Rick Pierce, au bassiste Evan Sheeley et au batteur Gary Thompson de « TKO ». Leur premier album studio, Steel the Light, sorti en 1984, est salué par plusieurs critiques,. Q5 signe avec PolyGram pour son deuxième album, When the Mirror Cracks, sorti en 1985, mais les choses étaient déjà en train de s'arranger. Des divergences personnelles déchirent le groupe peu de temps après la sortie de l'album.
Ils se reforment ensuite sous le nom de Nightshade et sortent un autre album intitulé Dead of Night en 1991. Par la suite, le groupe est reste silencieux pendant dix ans. Ils sortent deux autres albums sous le nom de Nighshade, Men of Iron en 2001 et Stand and Be True en 2008. Le groupe se caractérise par un son hard rock mélodique incorporant des influences heavy metal, et ses chansons sont reprises par des groupes tels que Great White et Wolf. L'ancien membre Floyd Rose est également plus connu comme l'inventeur du système de trémolo à verrouillage de la guitare,.

## Membres
- Evan Sheeley - basse
- Rick Pierce - guitare
- Jonathan Scott K. - chant
- Floyd D. Rose - guitare
- Gary Thompson puis Jeffrey McCormack - batterie
- Dennis Turner - guitare

## Discographie
- 1984 : Steel the Light
- 1985 : When the Mirror Cracks (PolyGram)
- 2016 : New World Order (Frontiers Music)